# 乌祖埃勒杜瓦延
乌祖埃勒杜瓦延（法語：Ouzouer-le-Doyen，法語發音：[uzwɛʁ lə dwajɛ̃]）是法国卢瓦-谢尔省的一个市镇，属于布卢瓦区。

## 地理
乌祖埃勒杜瓦延（47°56'30"N, 1°20'25"E）面积16.59 平方千米，位于法国中央-卢瓦尔河谷大区卢瓦-谢尔省，该省份为法国中北部省份，北起厄尔-卢瓦省，东北接卢瓦雷省，东南接谢尔省，南至安德尔省，西南接安德尔-卢瓦尔省，西北接萨尔特省。
与乌祖埃勒杜瓦延接壤的市镇（或旧市镇、城区）包括：布雷万维尔、穆瓦西、博斯拉罗迈讷、克卢瓦三河镇。

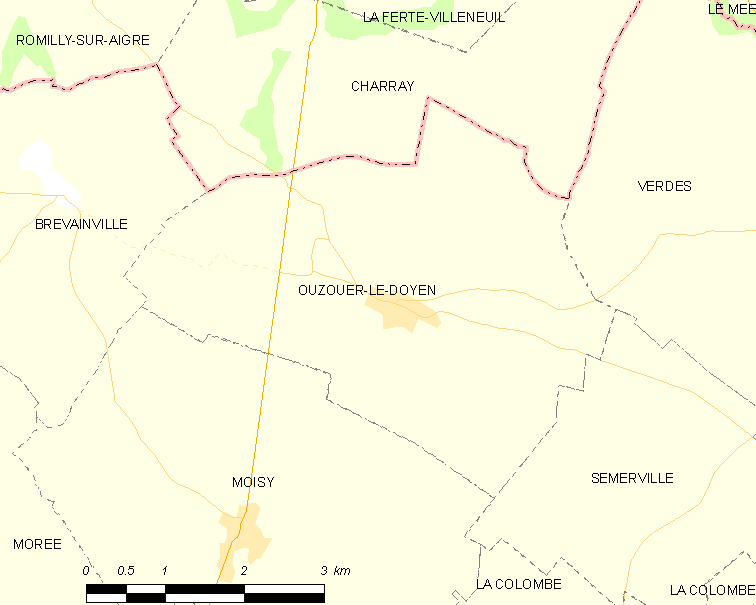
乌祖埃勒杜瓦延的OSM定位图

乌祖埃勒杜瓦延的时区为UTC+01:00、UTC+02:00（夏令时）。

## 行政
乌祖埃勒杜瓦延的邮政编码为41160，INSEE市镇编码为41172。

## 政治
乌祖埃勒杜瓦延所属的省级选区为佩尔什县。

## 人口

1962-2008年间乌祖埃勒杜瓦延人口变化图示

乌祖埃勒杜瓦延于2022年1月1日时的人口数量为228人。